# Île Royale (Guyane)
Pour les articles homonymes, voir Île Royale (homonymie).
L'île Royale est l'une des îles du Salut sur la côte de la Guyane. Il s'agit de la plus grande des trois îles de l'archipel. Elle dépend de la commune de Cayenne tout comme les deux autres îles, bien qu'elles soient plus proches de Kourou et soient visibles depuis la plage de celle-ci.
Un sentier fait le tour de l'île. D'autres sentiers accessibles au public permettent de l'explorer.

## Histoire

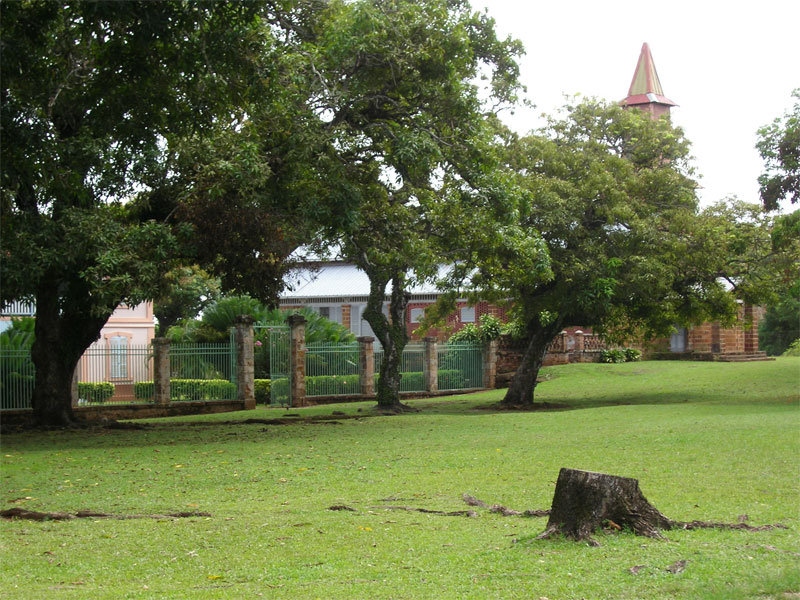
Vestiges du bagne sur l'île Royale.

La loi du 31 mars 1931 faisait de l'île Royale le lieu de déportation simple, l'île du Diable étant celui utilisé pour la déportation en enceinte fortifiée (selon la distinction établie par la loi de juin 1850). De nos jours, il existe sur l'île une chapelle, une auberge (aménagée dans l'ancienne maison du directeur du bagne, au sommet de l'île), un musée et un poste de gendarmerie.
Le Centre spatial guyanais (CSG), propriétaire de l'île, y installe en 1968 un cinéthéodolite, système optique de poursuite et d’observation des lanceurs, remplacé depuis 1995 par un cinétélescope. Le CSG participe également à la restauration des vestiges du bagne.
L'île est évacuée par précaution lors des lancements, la trajectoire des fusées passant au-dessus d'elle.

## Galerie

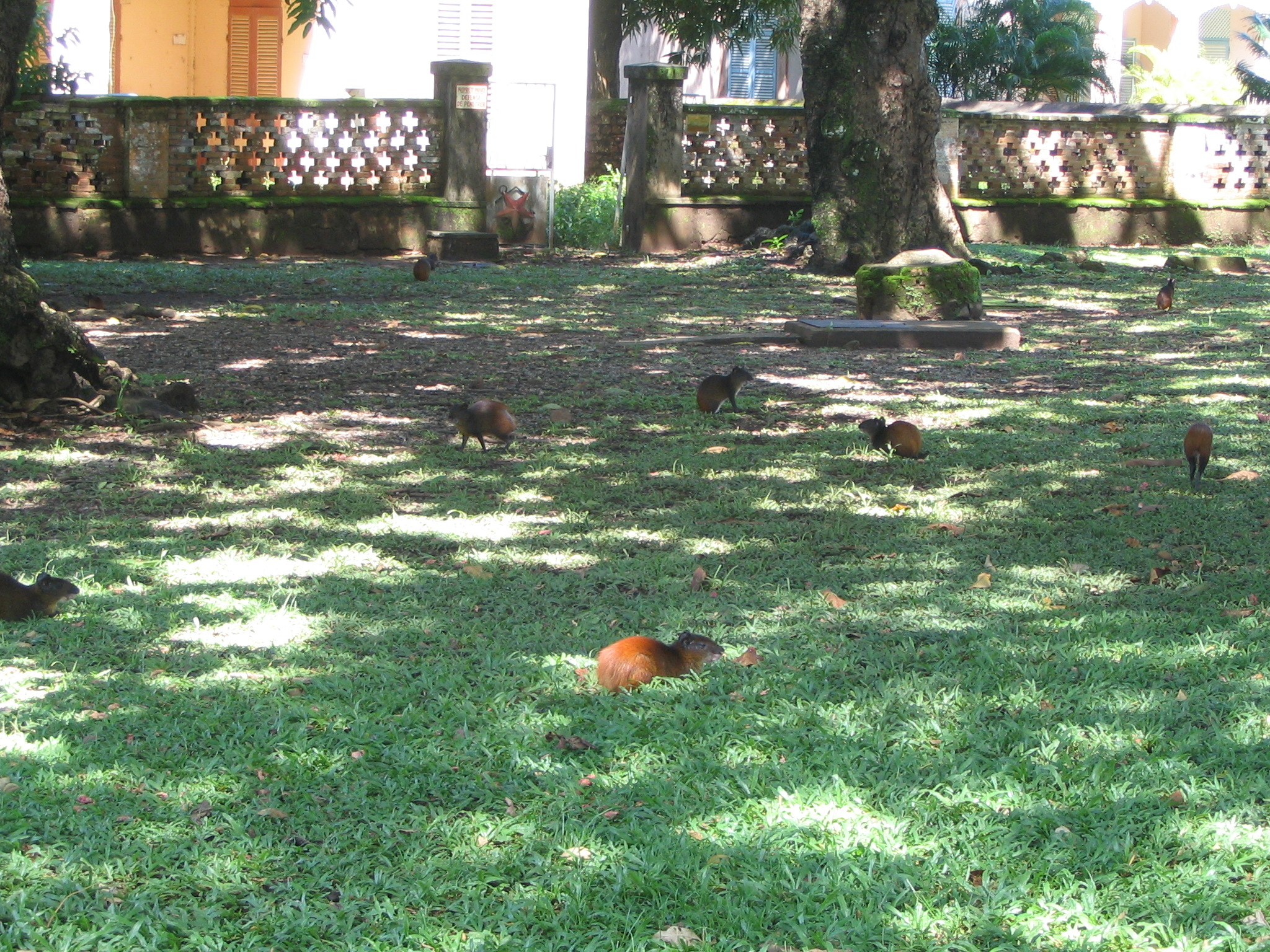
Agoutis rouges sur l'île.
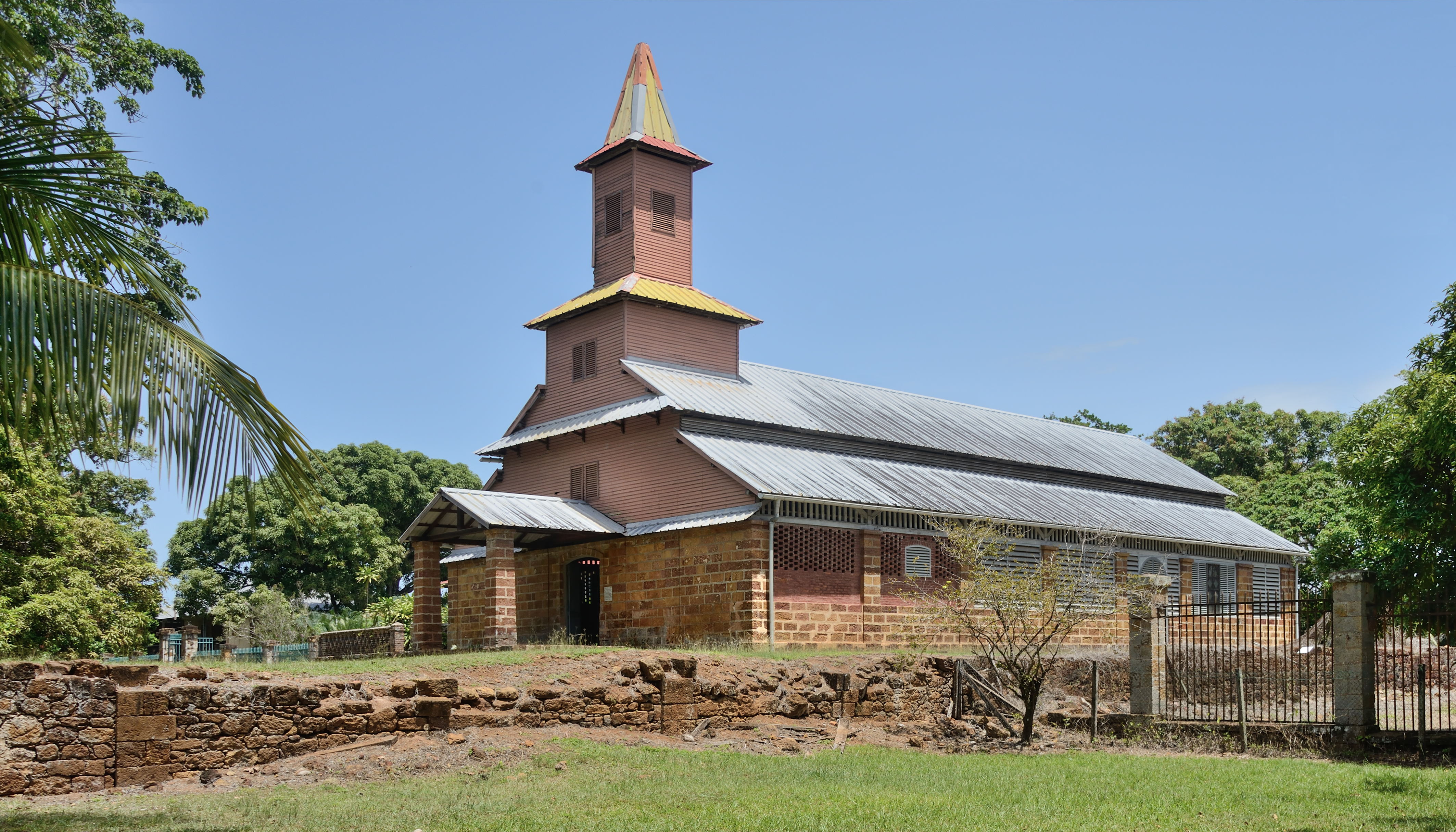
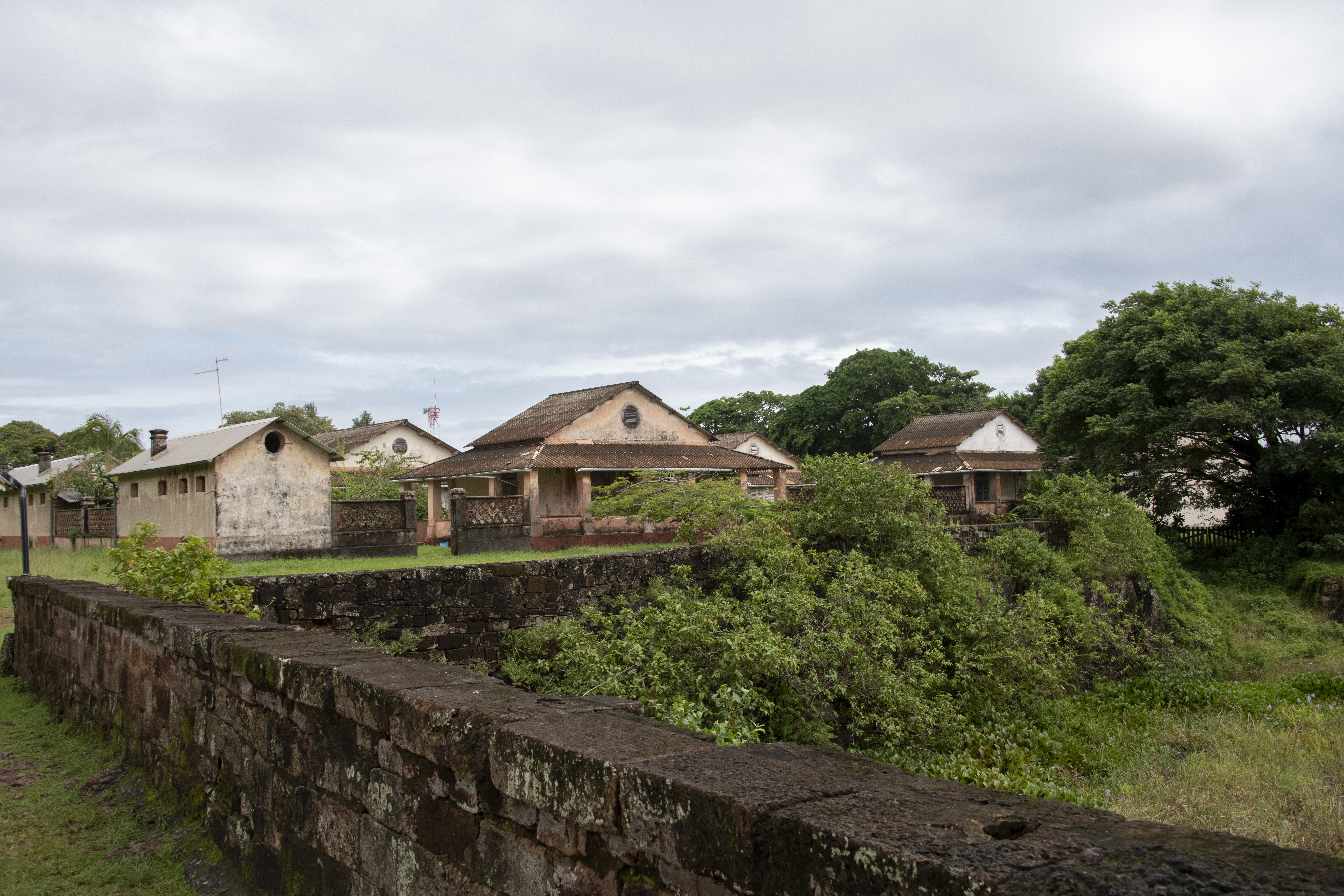
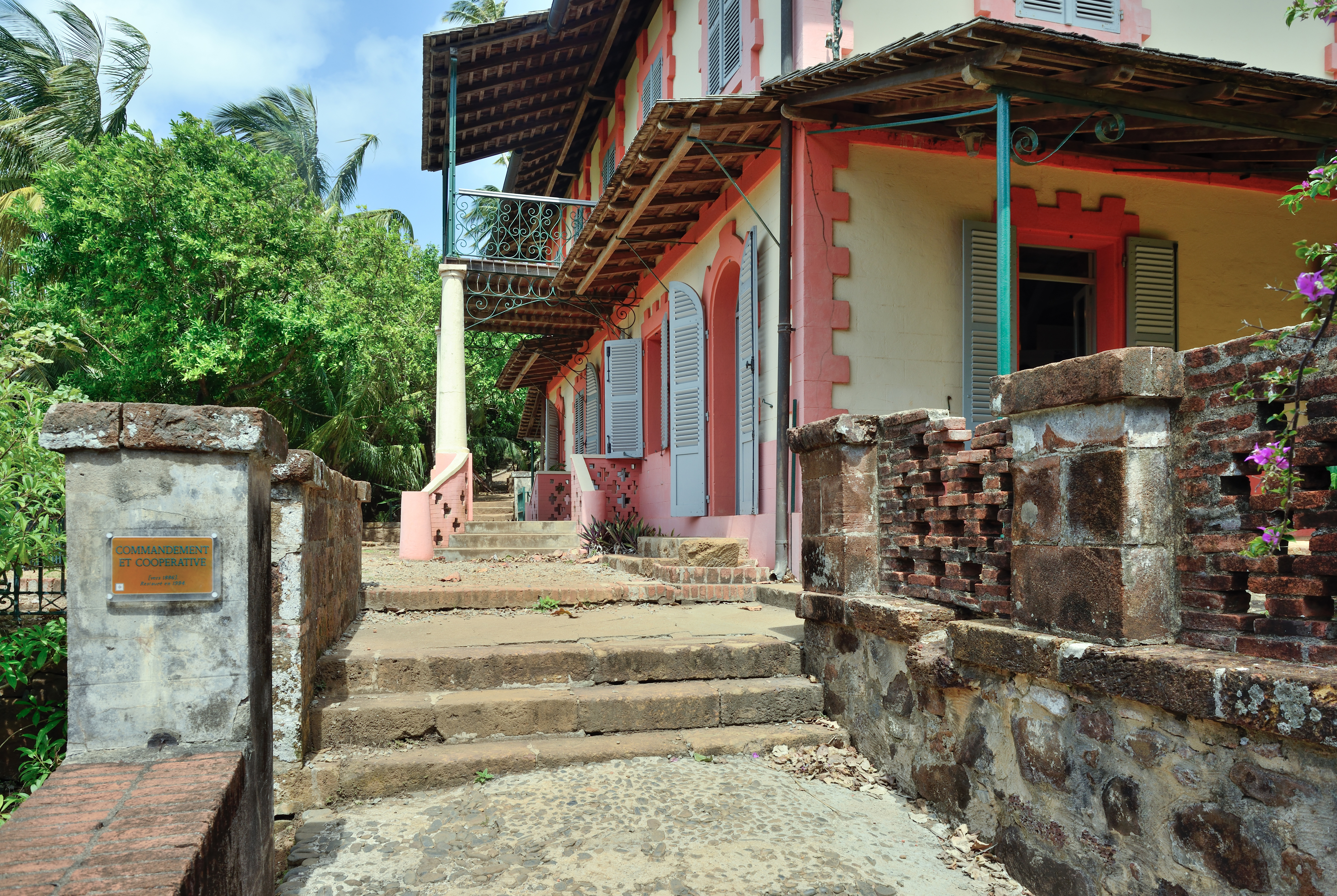
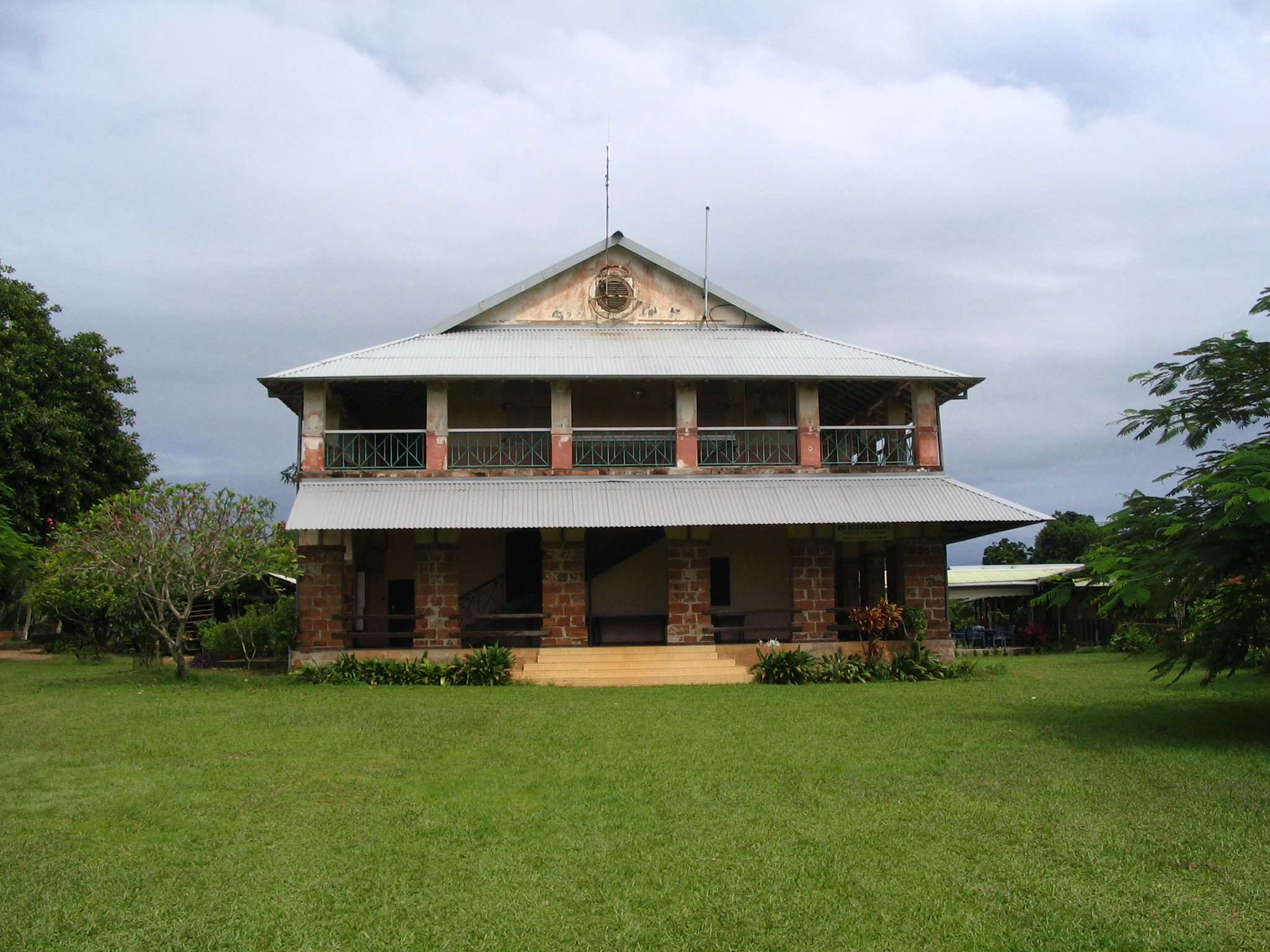
L'auberge de l'île, ancienne caserne des troupes coloniales.
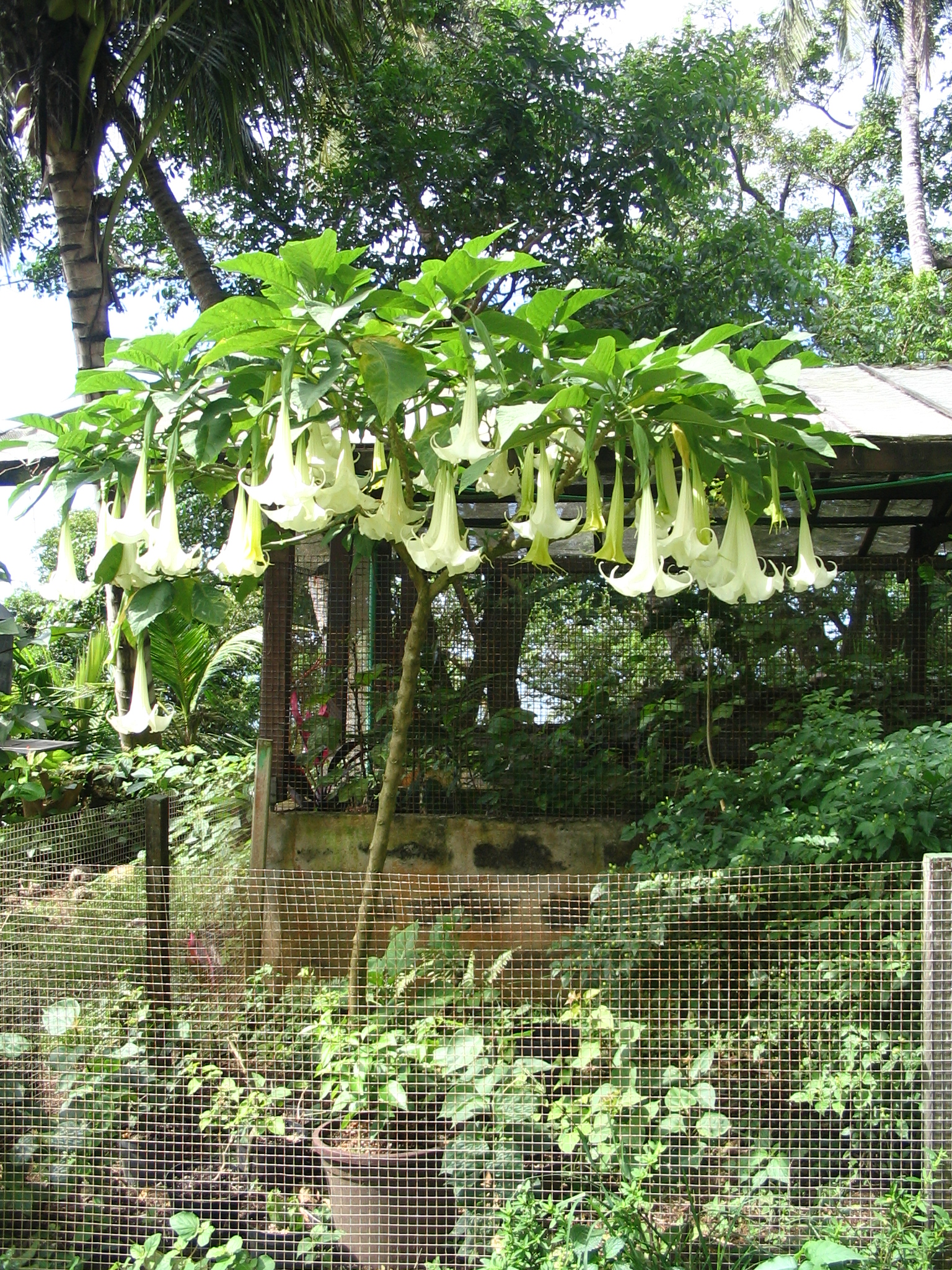
Exemple de Brugmansia présent sur l'île.